# CDDB
CDDB (англ. compact disc database) — централизованная база данных по музыкальным компакт-дискам, доступная через Интернет. Клиентская программа вычисляет идентификатор компакт-диска и делает запрос к этой базе данных. Вероятность совпадения идентификаторов для разных дисков очень мала. В базе данных содержится информация об исполнителе, названиях композиций, годе выпуска и т. п.
Первоначально база данных CDDB была свободной и пополнялась добровольцами, но затем условия лицензирования были изменены. Сейчас база данных принадлежит компании Gracenote. Компания установила ограничения, которые многими[кем?] рассматриваются как неприемлемые. Это привело к созданию альтернативного свободного сервиса freedb, использующего те же принципы, что и первоначальный вариант CDDB. Существуют и другие базы данных (как свободные, так и коммерческие), предоставляющие аналогичную информацию о компакт-дисках. Часто термин CDDB используется для обозначения всех таких сервисов.

## Техническая информация
Для идентификации компакт-диска используется идентификатор (т. н. disc ID), который вычисляется на основе информации о длительности композиций (треков), записанных на диске. Эту информацию клиентская программа получает из оглавления — специальной области данных на диске. Идентификатор используется для того, чтобы найти в базе данных информацию о диске и о записанных на нём композициях.
Таким образом, в базе данных хранятся сведения о диске целиком, а не об отдельных композициях. Если, например, записать новый диск, переставив местами некоторые треки, или добавив новые, то информация о нём не будет найдена, несмотря на то, что в базе данных есть информация о тех же самых песнях, записанных на других дисках.
С другой стороны, существует вероятность, хотя и небольшая, что у двух разных дисков будет одинаковый идентификатор (коллизия).